# TRADIC
A TRADIC volt az első tranzisztorokkal felépített számítógép az USA-ban. 1954-ben készült el. A gép neve a TRAnsistor DIgital Computer vagy TRansistorized Airborne DIgital Computer kifejezés rövidítése.
A számítógépet a Bell Laboratórium munkatársa, Jean Howard Felker építette az Amerikai Egyesült Államok Légiereje számára. A kutatási projekt 1951-ben kezdődött, vezető mérnöke L.C. Brown (Charlie Brown) volt. A kutatás kezdetben repülőgépek fedélzetére telepíthető tranzisztoros digitális számítógép építésének megvalósíthatóságát vizsgálta. Egy ilyen számítógép másik lehetséges alkalmazása a Haditengerészet hajófedélzeti, pásztázás közbeni nyomkövető radarrendszerében való felhasználás lett volna. A gépből több modell készült: a TRADIC Phase One (első fázis) számítógép, a Flyable TRADIC (repülhető TRADIC), a Leprechaun (melyben rétegtranzisztorokat alkalmaztak, 1956-ban) és az XMH-3 TRADIC. Az első fázisban a TRADIC Phase One gépet építették meg, laboratóriumi körülmények között, ezen a repülőgépek bombázási és navigációs problémáinak megoldására használható, tranzisztorokkal felépíthető digitális számítógép megvalósítási kérdéseit vizsgálták. A Flyable TRADIC célja az volt, hogy megállapítsák a bombázó és navigációs rendszer vezérlő elemeként használható fedélzeti szilárdtest (félvezetős) számítógép kivitelezhetőségét. A Leprechaun egy második generációs, tranzisztoros digitális laboratóriumi kutatási célú számítógép volt, amelyet a fedélzeti számítógépekben alkalmazható, új szilárdtest/félvezetős eszközök lehetőségeinek vizsgálatára terveztek. A TRADIC Phase One számítógép 1954 januárjában készült el.
Korábban a TRADIC Phase One számítógépet tartották a világ első teljesen tranzisztorizált számítógépének, mivel megelőzte az 1955-ben készült, ausztriai Mailüfterl vagy a Harwell CADET gépet az Egyesült Királyságban. Az Egyesült Királyságban volt ennél korábbi megjelenés is: a Manchesteri Egyetem még a TRADIC működőképes változata előtt, 1953-ban bemutatott egy tranzisztorokat tartalmazó működő prototípust, a Transistor Computer nevű gépet, bár az nem volt teljesen tranzisztoros számítógép, mert elektroncsöveket használtak fel benne az órajel-generátorban. A TRADIC 1 MHz-es órajelét egy 30 watt teljesítményű elektroncsöves tápegység táplálta, mert akkoriban nem álltak rendelkezésre olyan tranzisztorok, amelyek ezen a magas frekvencián képesek lettek volna megfelelő teljesítményt nyújtani. Ha a TRADIC teljesen tranzisztorosnak tekinthető, annak ellenére, hogy elektroncsöveket tartalmaz, akkor a manchesteri „Transistor Computer” ugyancsak, ekkor tehát az első, teljesen tranzisztoros számítógép ez az utóbbi. Ha egyik sem nevezhető teljesen tranzisztorosnak, akkor viszont az 1955 februárjában megjelent Harwell CADET volt az első teljesen tranzisztorokkal felépített számítógép.
A repülőgépek fedélzetére szánt Flyable TRADIC szintén egy nagy teljesítményű elektroncsöves kimeneti erősítőt tartalmazott a rendszeróra meghajtására. A tervezők eredetileg egy olyan rendszerórát terveztek, amely kristály-vezérelt, tranzisztoros oszcillátorral többtranzisztoros erősítőket hajt meg, az egyes tranzisztorok túl alacsony teljesítménye miatt, de mivel az erősítők fáziseltolódását nem lehetett a szükséges tűréshatáron belül tartani, ezt a megoldást el kellett vetniük. Tehát az „elektroncsöveket tartalmazó” kikötés szerint a repülő TRADIC vagy szintén nem volt teljesen tranzisztoros számítógép, vagy a Manchesteri Egyetem 1953-as Transistor Computere után következik. A repülő TRADIC üzemeltetési paraméterei szerint széles hőmérséklet-tartományban, −55 °C-től 55 °C-ig képes működni.
A TRADIC Phase One számítógép 684 db Bell Labs gyártmányú 1734-es „Type A” tokozású tranzisztort és 10 358 germánium tűs diódát tartalmazott, mégis elég kicsi és könnyű volt ahhoz, hogy beépíthessék egy B–52 Stratofortress bombázóba. A TRADIC Phase One egy általános célú számítógép. Programjait egy cserélhető dugaszolóaljzat-táblán keresztül vitték be, míg a Flyable TRADIC esetében erre, a lyukkártyákhoz hasonlóan, lyukakkal ellátott Mylar lapokat használtak. A TRADIC 1 MHz órajelét kihasználva másodpercenként egymillió logikai műveletet volt képes elvégezni, sebessége megközelítette, de nem érte el a korabeli elektroncsöves számítógépekét. Energiafogyasztása 100 watt alatt maradt, és sokkal megbízhatóbb volt, mint elektroncsöves elődei.

## Fordítás
- Ez a szócikk részben vagy egészben  a   TRADIC című angol Wikipédia-szócikk ezen változatának fordításán alapul.  Az eredeti cikk szerkesztőit annak laptörténete sorolja fel. Ez a jelzés csupán a megfogalmazás eredetét és a szerzői jogokat jelzi, nem szolgál a cikkben szereplő információk forrásmegjelöléseként.